# Jasenica (Negotin)
Jasenica (serb. Јасеница/Jasenica) ist ein  Dorf in der Opština Negotin und im Bezirk Bor. Das Dorf liegt am Fluss Jasenička Reka. Der Name des Dorfes ist namensgebend für den Namen des Flusses.

## Geschichte und Namen
Jasenica wird das erste Mal im Jahre 1530 erwähnt. Damals hatte das Dorf 30 Häuser. Das nächste Mal wurde das Dorf 1736 unter dem Namen Esenica, 1784 als Jasenicza erwähnt. Der heutige Name entstand im Laufe des 19. Jahrhunderts.

## Einwohner
Laut Volkszählung 2002 (Eigennennung) gab es 581 Einwohner.
Weitere Volkszählungen:
- 1948: 1.149
- 1953: 1.130
- 1961: 1.115
- 1971: 994
- 1981: 850
- 1991: 772